# Каспар фон Фюрстенберг
Каспар фон Фюрстенберг (на немски: Kaspar von Fürstenberg; * 11 ноември 1545, замък Ватерлапе при Ензе при Бремен; † 5 март 1618, Арнсберг) от род Фюрстенберг, е „дрост“ на Курфюрство Кьолн на службите Билщайн, Фредебург и Валденбург, също амтман на Курфюрство Майнц на Фритцлар и Наумбург. Освен това той е съветник на княжеските епископи на Падерборн, на курфюрстите от Кьолн и Майнц. От 1613 г. той е „ланд-дрост“ на Херцогство Вестфалия.

## Живот
Той е вторият син на дрост Фридрих фон Фюрстенберг († 1567) и съпругата му Анна от Вестфалия († 1583), дъщеря на Рабан фон Вестфален († 1538) и Хелена фон Хьорде. Братята му са Фридрих фон Фюрстенберг (1538 – 1608), домхер и каноник в Майнц, и Дитрих фон Фюрстенберг (1546 – 1618), княжески епископ на Падерборн (1585 – 1618).
От 16 век почти всички мъже от фамилията Фюрстенберг получават академично образование, следват най-често право. Заедно с братята си Каспар фон Фюрстенберг следва право в Кьолн и завършва с промоция през 1563 г.
Каспар наследява баща си. От 1570 г. той е съветник на курфюрста на Кьолн, херцог на Вестфалия, и участва в девет имперски събрания. Често е изпращан на мисии. Каспар служи като съветник от 1585 г. на брат си Дитрих, княжеският епископ на Падерборн, и от 1588 г. също на курфюрста на Майнц.
Каспар живее най-вече в замък Билщайн, управлява собствеността си чрез точно счетоводство. Той води дневник, купува имения, обаче обича да живее, да играе, танцува и да пие и често пада от коня.

## Фамилия
Първи брак: на 4 октомври 1573 г. в Пекелсхайм с Елизабет Шпигел фон Пекелсхайм (* 1537/4 октомври 1547; † 1 юни 1587) от влиятелната фамилия Шпигел, от епископство Падерборн, дъщеря на Йохан Шпигел фон Пекелсхайм и Года Шпигел-Дезенберг (1508 – 1593). Те имат осем деца:
- Года фон Фюрстенберг (* 23 юли 1574; † 1614), омъжена на 12 юли 1592 г. за Бернхард фон Хайден цу Брух
- Фридрих фон Фюрстенберг (* 1 март 1576, Билщайн; † 9 август 1646, Бон), ланддрост, женен на 13 октомври 1608 г. в Майнц за Анна Мария фон Керпен (* 1588; † 15 март 1646, Билщайн)
- Анна фон Фюрстенберг (* 23ноември 1577; † 3 март 1641), омъжена на 9 юни 1600 г. за Георг фон Оейнхаузен цу Екхолт
- Йохан Готфрид фон Фюрстенберг (* 12 февруари 1579; † 11 септември 1624), каноник в Майнц, Трир и Падерборн
- Хелена фон Фюрстенберг (* декември 1580; † 3 април 1646), приорес в манастир Юбервасер, Мюнстер
- Отилия фон Фюрстенберг (* 6 октомври 1582; † като дете)
- Дитрих фон Фюрстенберг (* 23 май 1585; † като дете)
- Елизабет фон Фюрстенберг (* 6 януари 1587; † 5 ноември 1632), омъжена на 15 юни 1608 г. за Кристоф фон Хьорде цу Щьормеде

Втори брак: през 1598 г. (морганатичен брак) с Анна Бусе (Бооз) от Медебах, която след смъртта на съпругата му се грижи за домакинството на Каспар. Децата, родени преди това ги легитимира. Те имат девет деца, които нямат титла и наследствени права:
- Катарина фон Фюрстенберг (* 15 юли 1592; † сл. 1633), омъжена I. на 16 юли 1607 г. за Кристоф Папе († 27 юли 1608), II. на 25 септември 1609 г. за Михаел Фльокер († 1633)
- Каспар Фридрих фон Фюрстенберг (* 1 юли 1594; † 1662), каноник във Фритцлар
- Маргарета фон Фюрстенберг (* 12 февруари 1596), омъжена на 12 ноември 1613 г. за Хунолд фон Лоен
- Гертруд фон Фюрстенберг (* 11 октомври 1597; † като дете)
- Елизабет фон Фюрстенберг (* 18 април 1599; † сл. 13 юли 1669)
- Лудвиг фон Фюрстенберг (* 30 януари 1601; † 1618)
- Анна Мария фон Фюрстенберг (* 5 септември 1602; † 1664), приорес в манастир Румбек
- Хедвиг фон Фюрстенберг (* 1 февруари 1605; † сл. 1 март 1635)
- Дитрих фон Фюрстенберг (* 23 януари 1607; † 30 септември 1683), каноник във Франкфурт, шоластер в Фритцлар